# Модель годувальника
Модель годувальника — парадигма сім'ї, орієнтована на годувальника — члена сім'ї, який заробляє гроші на підтримку інших. За моделлю одна людина працює на роботі, щоб забезпечити сім'ю доходами та іншими перевагами, а інша обслуговує дім, доглядає за дітьми, хворими та літніми членами родини. Модель годувальника виникла в західних культурах після процесу індустріалізації. До цього всі члени родини, включаючи чоловіків, жінок і дітей, робили внесок у продуктивність домогосподарства. Гендерні ролі зазнали нового визначення в результаті індустріалізації, коли виник поділ між державними та приватними ролями чоловіків і жінок, якого не існувало в доіндустріальному суспільстві.
З 1950-х років «стереотип», що роль годувальника має бути закріплена за чоловіком, та розподіл праці за гендерною ознакою в цілому активно критикували радикальні феміністки. У Норвегії модель годувальника менш поширена. Останні роки гендерні норми щодо ролі годувальника змінюються і в США. За дослідженням Pew Research 2013, жінки були єдиними чи основними годувальницями у 40% гетеросексуальних союзів з дітьми.

## Походження
У Британії модель годувальника поширилася серед середнього класу, що сформувався наприкінці промислової революції в середині XIX століття. До цього в малозабезпечених сім'ях прожитковий мінімум виплачувався на основі виробітку окремого працівника, причому кожний член родини (включно з неповнолітніми дітьми) змушений був робити свій внесок в утримання домашнього господарства, тобто сам працювати, як правило в дуже важких умовах, й заробляти гроші.
|   | Була й інша сторона трансформації заробітної плати у Великій Британії середини XIX ст., пов'язана з двома тісно переплетеними змінами: по-перше, зрушенням переважаючої форми заробітної плати зі спільної оплати на індивідуальну; та, по-друге, зрушенням норми прожиткового мінімуму, який тепер залежав виключно від заробітної плати дорослого чоловіка-годувальника, а не усієї сім'ї. Це уявлення про те, що заробітна плата, яку отримує чоловік, має бути достатньою для утримання його сім'ї, при цьому його дружині та маленьким дітям не доведеться працювати за плату. |
| — | |

Збільшення заробітної плати серед кваліфікованих робітників та робітників із нижчого класу дозволило набагато більшій кількості сімей мати можливість проживати лише на одну заробітну плату, а модель годувальника стала досяжною метою для великої частини суспільства. У рамках цієї моделі «розподіл праці в батьківських задачах можна класифікувати як "турботу" (забезпечення годівлею) з боку батька та "турботу" (виховання) з боку матері про дітей».

## Переваги
У Сполученому Королівстві поява моделі годувальника допомогла повністю відмінити та заборонити дитячу працю. У 1821 році вік приблизно 49% робітників складав менше 20 років. Протягом століття було запроваджено кілька законодавчих актів, які обмежують вік вступу на роботу, та закріплюють обов’язкові стандарти освіти.
Родини, які покладаються на заробіток одного з батьків, мають нижчий рівень розлучень, ніж сім’ї, де обидва батьки працюють за наймом, та в цілому тривають довше і мають меншу ймовірність розірвання. Однак деякі дослідники вважають причиною цього економічну залежність від працюючого партнера.

## Недоліки
Деякі дослідники одним з недоліків моделі вважає те, що «режими годувальників-чоловіків роблять жінок залежними від спільного проживання у шлюбі, особливо коли є малі діти». У суспільствах, де присутня модель годувальника, люди, які не заробляють, можуть не розвиватися в кар’єрі та займатися неоплачуваною роботою в сім’ї або працювати неповний робочий день. Це сприяє тому, що в середньому жінки отримують нижчий рівень доходу, ніж чоловіки. Ця різниця в доходах може призвести до зростання фінансової незахищеності або бідності, якщо відносини руйнуються. Також, на думку дослідника, ризиком подібної моделі є підвищення рівня домашнього насильства, пов’язане з відсутністю незалежних ресурсів у людини, яка не заробляє.
Оскільки економіка США вийшла за межі моделі годувальника, соціологи вивчали добробут працюючих матерів. Дані досліджень за 10 років показали, що в середньому працюючі матері щасливіші, ніж сидячі вдома, повідомляють про краще здоров’я та нижчу депресію.

## Занепад моделі годувальника
У 2013 році рівень зайнятості жінок у Великій Британії досяг 67,2%, що є найвищим показником з початку ведення звітів Національної статистичної служби. У міру збільшення присутності жінок на ринку праці змінилися стосунки між чоловіком і жінкою вдома. Модель годувальника найбільше була поширена протягом двадцяти років після Другої світової війни. Протягом цього часу економіка значною мірою залежала від чоловіків, які фінансово підтримували сім’ю та забезпечували основне джерело доходу, а жінки залишалися вдома, доглядали за дітьми та виконували роботу по дому. «Підтримка жінками гендерної спеціалізації у шлюбі почала швидко знижуватися з кінця 1970-х до середини 1980-х років, після чого настав період стабільності до середини 1990-х». «Оскільки в останні десятиліття XX століття на ринку оплачуваної праці з’явилася дедалі більша частка жінок, сімейна модель чоловіка-годувальника та жінки-домогосподарки зазнала значного виклику і як практика, і як ідеологія».
|   | Більшість досліджень погоджуються з тим, що модель годувальника, згідно з якою чоловіки несуть основну відповідальність за заробіток, а жінки — за неоплачувану роботу по догляду, суттєво послаблена. |
| — | |

Нордичні країни почали приймати так звану «модель подвійного годувальника», з високим рівнем зайнятості серед чоловіків і жінок та дуже малою різницею між робочими годинами обох статей. Дослідження Всесвітнього економічного форуму показали, що більшість країн Північної Європи, за виключенням Данії, усунули понад 80% так званого «гендерного розриву».

## Матері-годувальники
Модель жінки-годувальника, також відома як матір-годувальник або мати-годувальник, має місце, коли жінка є основним джерелом доходу для сім’ї. Останні дані перепису населення США свідчать, що «у 40% усіх сімей з дітьми віком до 18 років присутні матері, які є або єдиним, або основним джерелом доходу сім’ї». 37% цих «мам-годувальниць» є заміжніми та мають вищий дохід, ніж їхні чоловіки, а 63% — матері-одинаки.

## Проблеми занепаду
Занепад моделі годувальника супроводжувався ерозією економічної підтримки членів сім'ї та «розподілом часу й регулюванням шлюбу та батьківства». Коли працюють двоє батьків, існує ризик того, що робота може підірвати сімейне життя, що, як наслідок, призведе до розриву стосунків та/або негативно вплине на початкове формування сім’ї.
Економічні досягнення жінок сприяють зниженню утворення та тривалості шлюбів. Жінки з більшими заробітками та економічною безпекою мають більше ресурсів виходити з «поганих» шлюбів, а чоловіки більше вагаються щодо зміни соціальної норми.